# II liga polska w piłce nożnej (1954)
II liga 1954 – 6. edycja rozgrywek drugiego poziomu ligowego piłki nożnej mężczyzn w Polsce. Wzięło w nich udział 11 drużyn, grając systemem kołowym. Sezon ligowy rozpoczął się w marcu 1954, ostatnie mecze rozegrano w listopadzie 1954.
| Poziomy rozgrywkowe w sezonie 1954 | Poziomy rozgrywkowe w sezonie 1954 | Poziomy rozgrywkowe w sezonie 1954 |
| Rozgrywki                          | P                                  | Nazwa                              |
| ---------------------------------- | ---------------------------------- | ---------------------------------- |
| Centralne                          | I                                  | I liga                             |
| Centralne                          | II                                 | II liga                            |
| Makroregionalne                    | III                                | III Liga (8 grup)                  |
| Okręgowe (17 okręgów)              | IV                                 | A klasa                            |
| Okręgowe (17 okręgów)              | V                                  | B klasa                            |
| Okręgowe (17 okręgów)              | VI                                 | C klasa                            |

## Drużyny
| Uczestnicy poprzedniej edycji                                                                                 | Uczestnicy poprzedniej edycji | Uczestnicy poprzedniej edycji | Uczestnicy poprzedniej edycji |
| --- | ----------------------------- | ----------------------------- | ----------------------------- |
| KOW | Kolejarz Warszawa             | 3                             |                               |
| GBY | Górnik Bytom                  | 4                             |                               |
| GWB | Górnik Wałbrzych              | 6                             |                               |
| STS | Stal Sosnowiec                | 7                             |                               |
| OGT | Ogniwo Tarnów                 | 9                             |                               |
| WŁK | Włókniarz Kraków              | 10                            |                               |
| GKC | Gwardia Kielce                | 11                            |                               |
| Spadek z I ligi 1953                                                                                          |                               |                               |                               |
| BUO | Budowlani Opole               | 11                            |                               |
| BUG | Budowlani Gdańsk              | 12                            |                               |
| Awans z III ligi 1953                                                                                         |                               |                               |                               |
| po barażach o awans                                                                                           |                               |                               |                               |
| GZA | Górnik Zabrze                 | 2                             |                               |
| OGW | Ogniwo Wrocław                | 3                             |                               |
| Oznaczenia: - kolumna pierwsza – skróty nazw drużyn, - kolumna trzecia – miejsce zajęte w poprzednim sezonie. |                               |                               |                               |

Uwaga: 5. i 8. zespół poprzedniego sezonu II ligi – Lotnik Warszawa i OWKS Bydgoszcz – oraz zwycięzca baraży o II ligę – GWKS Rzeszów – zostali wycofani z rozgrywek sezonu 1954 decyzją Ministerstwa Obrony Narodowej.

## Rozgrywki
Uczestnicy rozegrali 22 kolejki ligowe po 5 meczów każda (razem 110 spotkań) w dwóch rundach – wiosennej i jesiennej.
Mistrz, wicemistrz i trzecia drużyna II ligi uzyskały awans do I ligi, zaś do III ligi spadły zespoły z miejsc 10–11.

### Tabela
| Lp. | Drużyna                | M  | Z  | R | P  | Bramki | Bramki | Stos. | Pkt | Uwagi              |
| --- | ---------------------- | -- | -- | - | -- | ------ | ------ | ----- | --- | ------------------ |
| 1   | Stal Sosnowiec (M) (A) | 20 | 11 | 6 | 3  | 38     | 15     | 2,533 | 28  | Awans do I ligi    |
| 2   | Budowlani Gdańsk (A)   | 20 | 12 | 4 | 4  | 28     | 14     | 2,000 | 28  | Awans do I ligi    |
| 3   | Włókniarz Kraków (A)   | 20 | 13 | 1 | 6  | 38     | 20     | 1,900 | 27  | Awans do I ligi    |
| 4   | Górnik Bytom           | 20 | 12 | 3 | 5  | 28     | 19     | 1,474 | 27  |                    |
| 5   | Górnik Zabrze          | 20 | 7  | 7 | 6  | 24     | 16     | 1,500 | 21  |                    |
| 6   | Górnik Wałbrzych       | 20 | 7  | 5 | 8  | 37     | 26     | 1,423 | 19  |                    |
| 7   | Ogniwo Tarnów          | 20 | 7  | 3 | 10 | 30     | 38     | 0,789 | 17  |                    |
| 8   | Budowlani Opole        | 20 | 5  | 5 | 10 | 23     | 35     | 0,657 | 15  |                    |
| 9   | Gwardia Kielce         | 20 | 3  | 7 | 10 | 23     | 38     | 0,605 | 13  |                    |
| 10  | Ogniwo Wrocław (S)     | 20 | 5  | 3 | 12 | 17     | 41     | 0,415 | 13  | Spadek do III ligi |
| 11  | Kolejarz Warszawa (S)  | 20 | 4  | 4 | 12 | 19     | 43     | 0,442 | 12  | Spadek do III ligi |